# Cornell-Columbia-University of Pennsylvania Boat Race at Ithaca, N.Y., Showing Lehigh Valley Observation Train
 (janvier 2025).
Pour plus de détails, voir Fiche technique et Distribution.
Cornell-Columbia-University of Pennsylvania Boat Race at Ithaca, N.Y., Showing Lehigh Valley Observation Train est un film américain muet et en noir et blanc sorti en 1901.